# Violay
Violay är en kommun i departementet Loire i regionen Auvergne-Rhône-Alpes i centrala Frankrike. Kommunen ligger i kantonen Néronde som tillhör arrondissementet Roanne. År 2022 hade Violay 1 210 invånare.

## Befolkningsutveckling
Antalet invånare i kommunen Violay
| Referens: INSEE |